# Hemiscyllium michaeli
Hemiscyllium michaeli (лат.) — вид семейства азиатских кошачьих акул отряда воббегонгообразных. Они обитают в западной части Тихого океана на глубине до 20 м. Максимальный зарегистрированный размер — 69,5 см. У этих акул удлинённое тело жёлто-коричневого цвета, покрытое многочисленными тёмными пятнами. Над грудными плавниками имеются характерные круглые отметины в виде «эполет». Они размножаются, откладывая яйца. Не представляют интереса для коммерческого рыбного промысла.

## Таксономия
Вид впервые научно описан в 2010 году. Ранее его ошибочно принимали за индонезийскую кошачью акулу, хотя ареалы этих видов не пересекаются. Легче всего их различить по окраске. Данные филогенетического анализа по митохондриальной ДНК чётко свидетельствуют о самостоятельности этих видов. Новый вид был назван в честь фотографа и аквариумиста Скотта У. Майкла, который первым обратил внимание на различия между индонезийской кошачьей акулой и Hemiscyllium michaeli и обеспечил исследователей данными и фотографиями.
По данным анализа митохондриальной ДНК, ближайшие родственники этого вида — Hemiscyllium hallstromi и Hemiscyllium trispeculare. Его эволюционная линия обособилась около 4 млн лет назад.

## Ареал
Hemiscyllium michaeli обитают на ограниченной территории у берегов Западного Папуа, в частности у острова Самарай, в бухте Милн-Бэй, в бухте Харвей-Бэй и у островов Тробриан. Они встречаются в прибрежных водах на окаймляющих рифах на глубине 2—20 м.

## Описание
Капюшон на голове от рыла до жабр отсутствует. Рыло до глаз покрыто мелкими и крупными, сопоставимыми по размеру с глазами тёмными пятнами. Чёрные «эполеты» над грудными плавниками довольно крупные, в виде окантованных белым цветом «глазков». На плавниках и на теле нет белых пятен. Тело покрыто крупными и мелкими отметинами, образующими характерный «леопардовый» узор. Грудные и брюшные плавники имеют тонкую белую окантовку. Седловидные отметины на дорсальной поверхности тела отсутствуют.
У этих акул довольно удлинённое тонкое тело с коротким рылом, предротовое расстояние составляет менее 3 % длины тела. Ноздри расположены на кончике рыла. Они обрамлены короткими усиками, длина которых менее 1,3 % длины тела. Рот расположен перед глазами и сдвинут ближе к кончику рыла. Нижние губные складки не соединяются на подбородке кожной складкой. Преджаберное расстояние составляет менее 13 % длины тела. Позади глаз имеются брызгальца. Дистанция между анальным отверстием и началом основания анального плавника свыше 38 % длины тела. Грудные и брюшные плавники толстые и мускулистые. Шипы у основания спинных плавников отсутствуют. Спинные плавники одинакового размера, сдвинуты назад. Основание первого спинного плавника расположено позади основания брюшных плавников. Хвостовой стебель очень длинный. Длинный анальный плавник расположен непосредственно перед хвостовым плавником. Хвостовой плавник асимметричный, удлинённый, у края верхней лопасти имеется вентральная выемка, нижняя лопасть неразвита.

## Образ жизни
Hemiscyllium michaeli ведут ночной образ жизни. Днём прячутся в расщелинах рифа. Они передвигаются по песку при помощи передних плавников. Эти акулы размножаются, откладывая яйца. Самый маленький живой экземпляр имел длину 20 см. Максимальная зарегистрированная длина 69 см. Самцы достигают половой зрелости при длине 60 см.

## Взаимодействие с человеком
Вид не является объектом коммерческого рыбного промысла. Ограниченный ареал делает этих акул чувствительными к ухудшению условий окружающей среды. Международный союз охраны природы в 2020 году присвоил этому виду статус уязвимого (ранее — близкого к уязвимому положению).